# Злоупотреба психоактивних супстанци
Злоупотреба психоактивних супстанци, злоупотреба супстанци или злоупотреба дрога је употреба хемијских супстанци (нпр кокаин, морфин, амфетамин, алкохол итд.) на начин на који штети физичком и/или психичком или менталном здрављу. Зато се све више уместо појма злоупотреба супстанци користи појам злоупотреба психоактивних супстанци. То је облик поремећаја повезаног са супстанцама. У јавном здравству, медицини и кривичном правосуђу користе се различите дефиниције злоупотребе дрога. У неким случајевима, криминално или антисоцијално понашање се јавља када је особа под утицајем дроге, а могу се десити и дуготрајне промене личности код појединаца. Осим могућег физичког, друштвеног и психичког оштећења, употреба неких дрога може довести и до кривичних казни, иако се оне јако разликују у зависности од локалне надлежности.
Дроге које се најчешће повезују са овим изразом укључују: алкохол, амфетамине, барбитурате, бензодиазепине, канабис, кокаин, халуциногене, метаквалон и опиоиде. Тачан узрок злоупотребе супстанци није јасан, али постоје две доминантне теорије: генетска склоност која се учи од других, или навика која се, ако се развије зависност, манифестује као хронична исцрпљујућа болест.
У 2010. око 5% људи (230 милиона) користило је забрањену супстанцу. Од тога је 27 милиона људи вршило високоризичну употребу дрога, познату и као понављајућа употреба дрога, наносило штету свом здрављу, излагало се психолошким или друштвеним проблемима због којих су били изложени опасности. У 2015. години поремећаји употребе супстанци довели су до 307.400 смртних случајева, у поређењу са 165.000 умрлих у 1990. години. Од тога, највећи број је преминуо од поремећаја употребе алкохола са 137.500 случаја, поремећаја употребе опијата са 122.100 смртних случајева, поремећаја употребе амфетамина са 12.200 смртних случајева, и поремећаја употребе кокаина на 11.100.

## Класификација

### Јавно здравствене дефиниције
Запослени у јавном здрављу су покушали да посматрају употребу супстанци из шире перспективе од појединца, наглашавајући улогу друштва, културе и доступности. Неки здравствени радници одлучују да избегавају израз „злоупотреба” алкохола или дрога, у корист израза који се сматра објективнијим, као што су „проблеми са супстанцом и алкохолом” или „штетна/проблематична употреба” лекова. Савет здравствених службеника Британске Колумбије у свом документу расправe о политици из 2005. године, са насловом Приступ јавног здравља контроли лекова у Канади, усвојио је јавноздравствени модел употребе психоактивних супстанци који доводи у питање поједностављену црно-белу конструкцију бинарних (или комплементарних) антонима „употреба“ наспрам „злоупотребе“. Овај модел изричито препознаје спектар употребе, у распону од корисне употребе до хроничне зависности.

### Медицинске дефиниције
'Злоупотреба дрога' више није тренутна медицинска дијагноза ни у једном од најчешће коришћених дијагностичких алата у свету, у Дијагностичком и статистичком приручнику за менталне поремећаје (ДСМ) Америчког удружења психијатара и Међународној класификацији болести (ICD) Светске здравствене организације.

### Вредносни суд
Филип Џенкинс сугерише да постоје два проблема са појмом „злоупотреба дрога“. Прво, дискутабилно је шта представља „дрогу”. На пример, GHB, супстанца која се природно јавља у централном нервном систему, сматра се дрогом и илегална је у многим земљама, док се никотин у већини земаља званично не сматра леком.
Друго, реч „злоупотреба” подразумева признати стандард употребе било које супстанце. Повремено испијање чаше вина сматра се прихватљивим у већини западних земаља, док се испијање неколико боца сматра злоупотребом. Заговорници строге умерености, који могу или не морају бити религиозно мотивисани, сматрали би испијање чак и једне чаше злоупотребом. Неке групе (мормони, како је прописано у „Речи мудрости“) чак осуђују употребу кофеина у било којој количини. Слично, прихватање става да свака (рекреативна) употреба канабиса или супституисаних амфетамина представља злоупотребу дрога подразумева одлуку о томе да је супстанца штетна, чак иу малим количинама. У САД, лекови су законски класификовани у пет категорија, распоред I, II, III, IV, или V према Закону о контролисаним супстанцама. Лекови су класификовани према њиховом могућем потенцијалу за злоупотребу. Употреба неких лекова је веома повезана. На пример, конзумација седам недозвољених дрога (амфетамини, канабис, кокаин, екстаси, дизајниране дроге, ЛСД и магичне печурке) је повезана и Пирсонов коефицијент корелације је r>0,4 у сваком њиховом пару; конзумација канабиса је у снажној корелацији (r>0,5) са употребом никотина (дуван), хероин је повезан са кокаином (r>0,4) и метадоном (r>0,45), а снажно је повезан са краком (r>0.5)

### Злоупотреба дрога
Злоупотреба дрога је израз који се обично користи када се лекови на рецепт са седативним, анксиолитичким, аналгетским или стимулативним својствима користе за промену расположења или интоксикацију занемарујући чињеницу да предозирање таквим лековима понекад може имати озбиљне нежељене ефекте. То понекад укључује преусмеравање лека од особе којој је прописан.
Злоупотреба рецепта је различито и прилично недоследно дефинисана на бази статуса рецепта за лекове, употребе без рецепта, намерне употребе за постизање опојних ефеката, начина давања, истовременог узимања са алкохолом, и присуства или одсуства симптома зависности. Хронична употреба одређених супстанци доводи до промене у централном нервном систему познате као „толеранција“ на лек, тако да је потребно више супстанце да би се постигли жељени ефекти. Код неких супстанци, престанак или смањење употребе може изазвати појаву симптома повлачења, мада то у великој мери зависи од конкретне супстанце о којој је реч.
Стопа употребе дрога на рецепт брзо надмашује илегалну употребу дрога у Сједињеним Државама. Према Националном институту за злоупотребу дрога, 2010. године је 7 милиона људи узимало лекове на рецепт за немедицинску употребу. Међу ученицима 12. разреда, немедицинска употреба лекова на рецепт сада је на другом месту једино након канабиса. У 2011. години, „Скоро 1 од 12 средњошколаца пријавило је немедицинску употребу вајкодина; 1 од 20 је пријавило такву употребу оксиконтина.“ Оба ова лека садрже опиоиде. Једно истраживање међу ђацима 12. разреда из 2017. у Сједињеним Државама открило је злоупотребу оксиконтина од 2,7 одсто, у поређењу са 5,5 одсто на свом врхунцу 2005. Злоупотреба комбинације хидрокодон/парацетамол била је најнижа од врха од 10,5 посто 2003. Ово смањење може бити повезано са иницијативама за јавно здравље и смањеном доступношћу.
Начини добијања лекова на рецепт с циљем злоупотребе су различити: дељење међу породицом и пријатељима, илегална куповина лекова у школи или на послу, а често и „куповина лекара“ како би се пронашло више лекара који би прописали исте лекове, без знања других прописивача.
Спровођење закона све више држи лекаре одговорним за прописивање контролисаних супстанци без потпуног успостављања контроле пацијената, попут пацијентовог „уговора о лековима“. Забринути лекари се образују о томе како да идентификују понашање тражења лекова код својих пацијената и да се упознају  са „црвеним заставицама“ које би их упозориле на потенцијалну злоупотребу лекова на рецепт.